# 結晶 (イエスのアルバム)
『結晶』（けっしょう、Union）は、1991年4月30日に発売されたイエスのスタジオ・アルバム。1988年にイエスを脱退したジョン・アンダーソンが結成したアンダーソン・ブルーフォード・ウェイクマン・ハウ（ABWH）のメンバー4人と、イエスに残っていたメンバー4人が制作した。
イエスの歴代メンバー8人が名を連ねるアルバムとして大きな話題を呼んだが、以下に述べる様々な事情により、8人が共同制作した作品とは言い難い。

## 解説
1990年、ABWHのアンダーソン、ビル・ブルーフォード、リック・ウェイクマン、スティ―ヴ・ハウは、『閃光』（1989年）に続くアルバム『Dialogue』（仮題）を制作していた。この時、俗称「90125イエス」にアンダーソン脱退後も残っていたクリス・スクワイア、トレヴァー・ラビン、トニー・ケイ、アラン・ホワイトがアンダーソンと和解した結果、ABWHと90125イエスは合体して8人編成のイエスになった。
アリスタ・レコードは「8人イエス」のツアーに先立ち、宣伝の為にアルバムを急遽作成する必要に迫られ、プロデューサーにジョナサン・エリアスを起用。エリアスは制作途中だったABWHの楽曲を多くのゲスト・ミュージシャンを起用してなんとか仕上げ（後述）、90125イエスの楽曲を追加して本作を完成させた。収録曲14曲には8人が一緒に演奏している楽曲はなく、ABWHが8曲、90125イエスが4曲、ハウのソロが1曲、ブルーフォードとトニー・レヴィンの即興演奏が1曲である。ジャケット・デザインはイエスのアート・ワークの多くを担当してきたロジャー・ディーンによる。
メンバーには不本意なアルバムになり、アンダーソンは「これでは曲順が正しくない」、ウェイクマンは「このアルバムは"Union"ではなく"Onion"だな。だって聴くと涙が出てくるもの」と不満をもらしている。
本作はイギリスでチャート最高順位7位、アメリカで15位を記録し、商業的にはそれなりの成功を収めた。90125イエスの「リフト・ミー・アップ」と「セイヴィング・マイ・ハート」がシングル・カットされ、前者がビルボードのホット・メインストリーム・ロック・チャートにて6週連続で1位を獲得した。ハウの「マスカレード」は第34回グラミー賞のベスト・ロックインストゥルメンタル・パフォーマンスにノミネートされた。
本作はファンからも芳しい評価を得なかったが、発表後に行なわれた8人イエスのツアーは大きな話題を呼んで大成功に終わった。

## 制作の経緯
アルバムのクレジットには当初、ゲスト・ミュージシャンの名前が記載されておらず、制作経緯は長らく謎に包まれていた。2001年に行われたプロデューサーのジョナサン・エリアスへのインタビューで、その大まかな経緯が明らかにされている。彼とメンバーとでは認識が異なる可能性があるが、ABWHの状況を知る上で参照に値する証言として以下に要約する。
ABWHのアルバム『Dialogue』は制作途中とされていたが、実際にはエリアスがプロデューサーに就任するまでに制作された素材は無く、メンバー同士の深刻な仲違いが起こっていた。特にアンダーソンとハウの関係は最悪で、ハウはエリアスにアンダーソンの歌詞の酷さやアイディアの無さを愚痴り、アンダーソンはハウが参加していたエイジアをこき下ろしていた。またウェイクマンはテレビ番組やソロ・アルバムにしか関心が無く、エリアスの用意したハモンドオルガンを「時代遅れだ」と吐き捨てるなど非協力的で、ブルーフォードに至ってはプロジェクトに対して金銭以外に全く興味を示していなかった。
結局、メンバーを一同に集めて曲を制作させることもままならず、ハウがソロ・アルバム『タービュランス』のために用意していた幾つかの素材と、アンダーソンが持っていた幾つかのアイデアを、エリアスが中心となって発展させるしかなかった。これがABWHの楽曲の殆どにエリアスが共作者として名を連ねている理由である。彼はハウの持ってきた2つばかりのリフをアンダーソンに発展させようとして、彼が「こんなのクズだ」と文句を言うのを「それでもこれがすべてだから、ベストを尽くすしかない」と言ってなだめるなど、相当な苦労を要した。
結局、楽曲はアンダーソンとエリアスの共同プロデュースの形でスタジオ・ミュージシャンを呼んで演奏させるという方法で作成され、その過程でハウのパートはジミー・ホーン、ウェイクマンのパートはスティーヴ・ポーカロに置き換えられた。その理由としてエリアスは、アンダーソンの意向があったことはもちろんだが、ハウとウェイクマンのパートが互いのパートを全く聴かされずに録音されていたので使い物にならなかったことを挙げている。90125イエスのメンバーで唯一、スクワイアがABWHの数曲にコーラスで参加している。
一方、90125イエスの楽曲は、アンダーソン不在で録音されたデモにアンダーソンのパートを重ねたものが収録された。完璧主義者のラビンは適切な形で録音し直すことを考えていたが、これらの完成度はそのまま発表されるに値するもので、エリアスはラビンの才能を称えている。本作に収録されなかった楽曲は、後に『イエスイヤーズ』やビリー・シャーウッドの別のプロジェクトに収録された。

## 収録曲
1. ウェイティッド・フォーエヴァー - "I Would Have Waited Forever"
2. ショック・トゥ・ザ・システム - "Shock To The System"
3. マスカレード - "Masquerade"
4. リフト・ミー・アップ - "Lift Me Up" ※
5. スタート・ザ・デイ - "Without Hope You Cannot Start the Day"
6. セイヴィング・マイ・ハート - "Saving My Heart" ※
7. ミラクル・オブ・ライフ - "Miracle Of Life" ※
8. サイレント・トーキング - "Silent Talking"
9. ザ・モア・ウィ・リヴ-レット・ゴー - "The More We Live-Let Go" ※
10. アンコールワット - "Angkor Wat"
11. デンジャラス - "Dangerous(Look In The Light Of What You're Searching For)"
12. ホールディング・オン - "Holding On"
13. イーヴンソング - "Evensong"
14. ウォーター・トゥ・ザ・マウンテン - "Take The Water To The Mountain"
15. ギヴ&テイク - "Give & Take" (ボーナス・トラック)

※印のついた4曲が90125イエスによる作品。15曲目は、日本盤および「Special European Release」に収録されているボーナス・トラック。

## 参加ミュージシャン

### イエス・メンバー
- ジョン・アンダーソン - リード・ボーカル
- クリス・スクワイア - ベース、ボーカル
- トレヴァー・ラビン - ギター、ボーカル
- トニー・ケイ - キーボード、ボーカル
- アラン・ホワイト - ドラム、ボーカル
- ビル・ブルーフォード - ドラム
- リック・ウェイクマン - キーボード
- スティーヴ・ハウ - ギター、ボーカル

### セッション・ミュージシャン
- ジョナサン・エリアス - シンセサイザー、キーボード、ボーカル
- トニー・レヴィン - ベース
- ジミー・ホーン- ギター
- ビリー・シャーウッド - ベース、ギター、キーボード、ボーカル
- アラン・シュウォルツバーグ - パーカッション
- ゲイリー・バーロー - シンセサイザー
- ジェリー・ベネット - シンセサイザー、パーカッション
- ジム・クリッチトン - シンセサイザー、キーボード
- ゲイリー・ファルコーン - ボーカル
- デボラ・アンダーソン[注釈 9] - ボーカル
- イアン・ロイド - ボーカル
- トミー・ファンダーバーク - ボーカル
- シャーマン・フート - シンセサイザー
- ブライアン・フォーレイカー - シンセサイザー
- クリス・フォスディック - シンセサイザー
- ローリー・カプラン - シンセサイザー
- アレックス・ラザレンコ - シンセサイザー、キーボード
- スティーヴ・ポーカロ - シンセサイザー
- マイケル・シャーウッド[注釈 10] - ボーカル
- ダニー・ヴォーン - ボーカル